# Jonkeria
Jonkeria is een uitgestorven dier uit de Synapsida, behorend tot de familie Titanosuchidae van de onderorde Dinocephalia van de orde Therapsida. Het was grote omnivoor die tijdens het Midden-Perm in zuidelijk Afrika leefde. 

## Fossiele vondsten
Fossielen van Jonkeria zijn gevonden in de Tapinocephalus Assemblage Zone van de Beaufortgroep in de Zuid-Afrikaanse Karoo. De vondsten dateren uit het Capitanien.

## Kenmerken
Jonkeria was 3,5 tot 5 meter lang. De schedel was ongeveer 55 cm lang en bijna tweemaal zo lang als breed. De snuit was verlengd en in de kaken zaten scherpe snijtanden en grote hoektanden. Het lichaam was robuust gebouwd met stevige poten. Verondersteld wordt dat Jonkeria een omnivoor was en zich voedde met planten en aas. Hiermee was het in het Midden-Perm van zuidelijk Afrika de equivalent van de hedendaagse beren.